# Schloss Leitheim

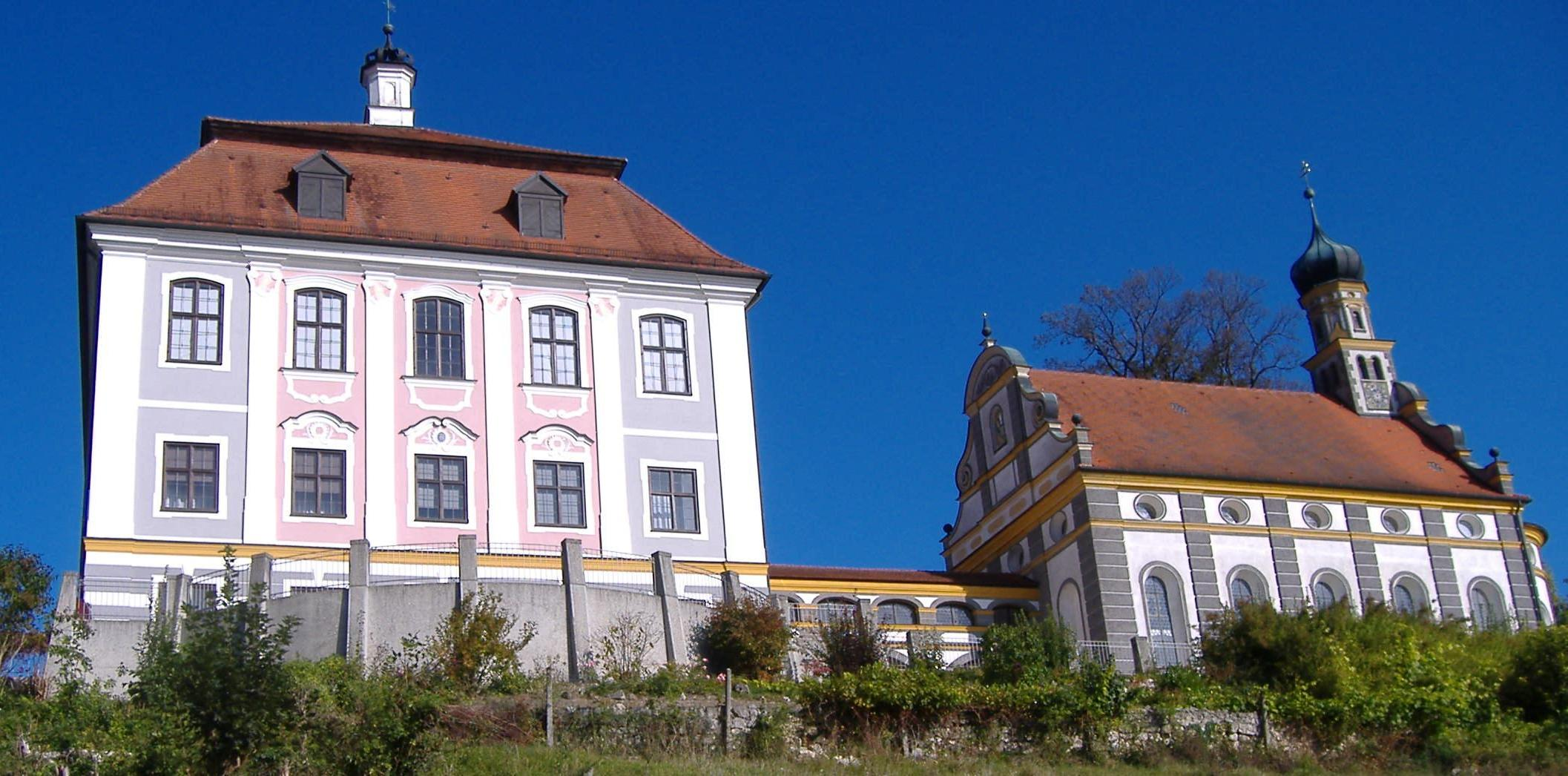
Südfront des Schlosses mit Schlosskirche

Das Schloss Leitheim, die ehemalige Sommerresidenz der Äbte des nahegelegenen Klosters Kaisheim, ist ein dreigeschossiges quadratisches Gebäude, welches auf einer Anhöhe über dem Nordufer der Donau in der Nähe von Donauwörth liegt, mit Fernblick auf die Donau-Lechebene und erreichbar vom Donauradweg aus. Das gesamte Areal wurde als Prototyp eines repräsentativen geistlichen Herrensitzes erbaut. Heute wird es als Hotel und für Veranstaltungen genutzt.

## Geschichte

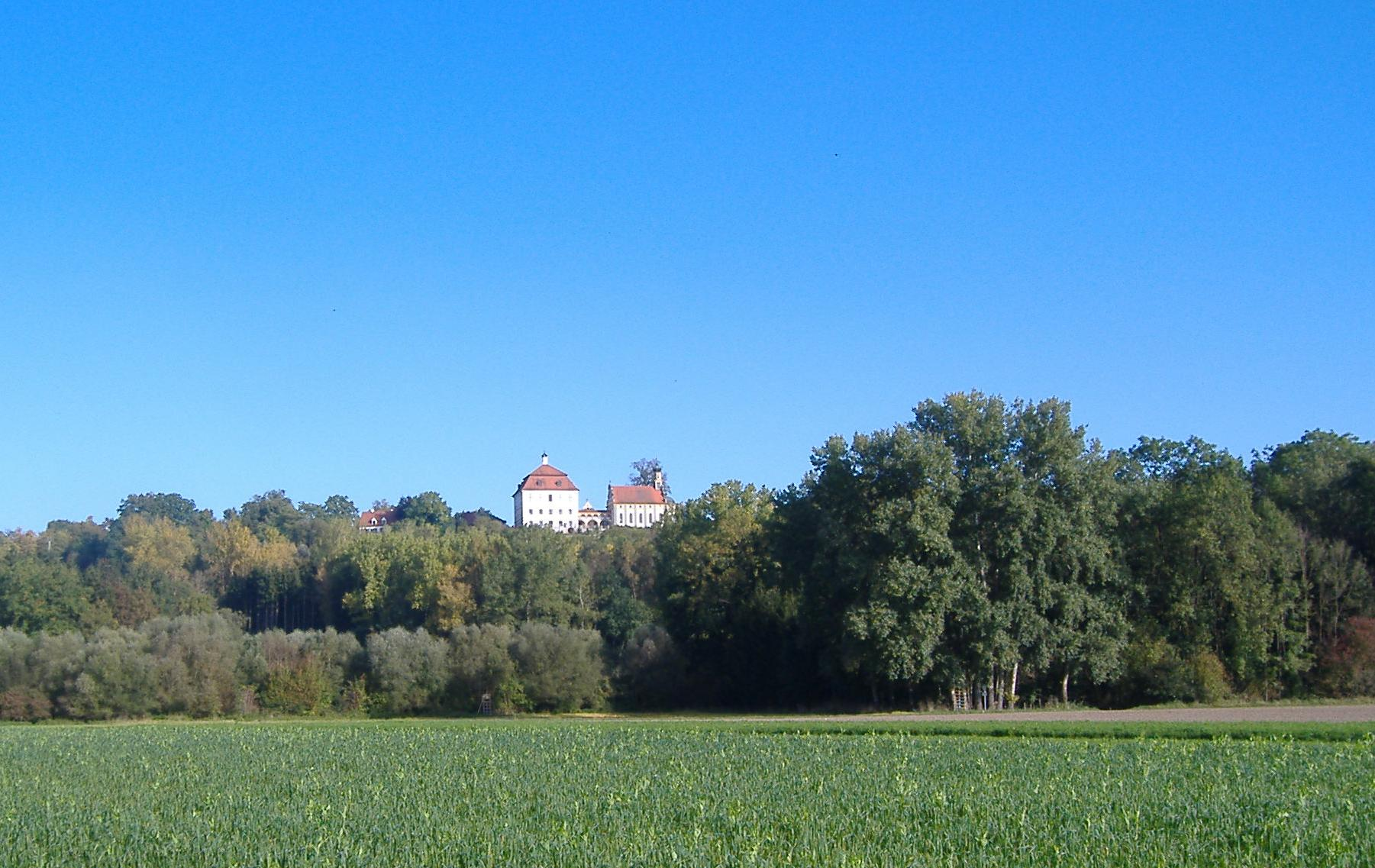
Blick auf das Schlosses

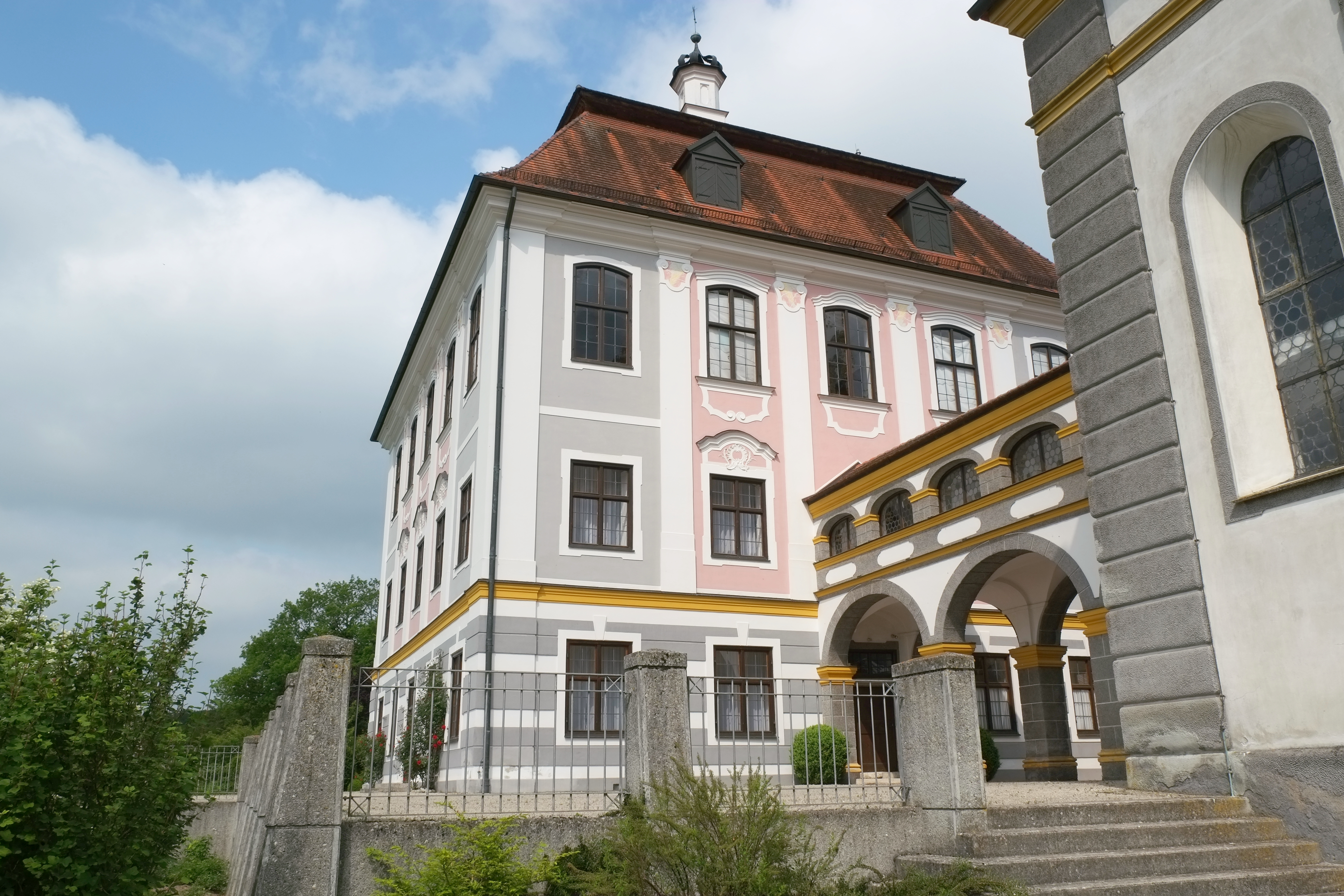
Außenansicht des Schlosses

Der Hof Litun (Leiten, heute Leitheim) wurde erstmals 1147 erwähnt, 1185 ist hier eine Kapelle belegt. Bis zum Jahr 1770 wurde an den Donauhängen ertragreicher Weinbau (in Spitzenjahren bis 50.000 Liter Wein) betrieben:
Das Potential der Leitheimer Weinberge, die in den Gründerjahren von Kloster Kaisheim als eine Art 'Außenfiliale' betrieben und bewirtschaftet wurden, erkannte erst der 20. Zisterzienser-Abt Leonhard Weinmayr: Nomen est omen. Er sorgte 1427 für die weitläufige Ausdehnung und Kultivierung des Weinanbaus.
1542 wurde der Leitheimer Weinberg mit einer festen Mauer umgeben und ein prächtiges Weingärtnerhaus errichtet, von dem aus man 'bei klarem Himmel die ganze kaiserliche Stadt Augsburg mit dem herrlichsten Prospekt sehen kann'.
Abt Elias Götz ließ die Hofanlage, die während des Dreißigjährigen Kriegs zerstört worden war, zur repräsentativen Sommerresidenz des Klosters Kaisheim ausbauen:
Nach einer Bauzeit von 15 Jahren waren Schloss und Kirche fertiggestellt und damit der Kern der heutigen Anlage 1696 vollendet. Ein eindrucksvoller Bogengang verband den zunächst zweigeschossigen Herrensitz mit der nach dem Ortsheiligen genannten St. Blasius-Kirche. Von 1748 bis 1750 erhielt das quadratische Schlossgebäude ein drittes Geschoss und sein mächtiges Mansardenwalmdach.
1751 ließ der kunstsinnige Abt Coelestin I. Mermos das Schloss zu einer prächtigen Residenz mit großem Festsaal in Formen des Rokoko ausschmücken. Dabei verdient besondere Hervorhebung einer der bedeutendsten Freskenzyklen des süddeutschen Rokoko, gestaltet von Gottfried Bernhard Göz, der ein einheitliches ikonographisches Konzept bildet: die fünf Sinne, die vier Elemente, die vier Temperamente und die periodischen Zeitzyklen der vier Lebensalter, die vier Jahreszeiten und der Wechsel von Tag und Nacht und Nacht und Tag.
Nach der Säkularisation (1802) brachen für Schloss und Kirche schwere Zeiten an. Nach dem Tod des letzten Abtes Franz Xaver Müller – der auf Staatskosten in Schloss Leitheim als Alterssitz bis zu seinem Tod 1817 residierte – wurde überlegt, beide Gebäude abzubrechen. Schließlich veranlasste 1820 König Maximilian I. Joseph von Bayern den Verkauf des Anwesens an seinen Oberstküchenmeister und späteren Obersthofmarschall Friedrich Ludwig Camil Marquis de Montperny. Dieser richtete Wohngemächer im Geschmack des Biedermeiers ein. Der in Brüssel geborene Maler Joseph Carl Cogel verstarb am Dienstag, den 31. Mai 1831 auf dem Donauschlösschen.
Durch Heirat der Tochter Friederike von Montperny mit Carl Friedrich Wilhelm Freiherr Tucher von Simmelsdorf ging Schloss Leitheim 1835 an die Nürnberger Patrizierfamilie Tucher über. Albrecht Freiherr Tucher von Simmelsdorf begann 1953 mit der konsequenten Sicherung des Schlosses, das in seiner Substanz stark gefährdet war. Er rief 1959 auch die Leitheimer Schlosskonzerte ins Leben, die sein Sohn Bernhard, ein Klavier-, Flügel-, und Cembalobaumeister, fortführte. 1983 wurde der Freundeskreis Schloß Leitheim e. V. gegründet. Zwischen 1993 und 1997 erfolgte auf Initiative von Bernhard Freiherrn Tucher von Simmelsdorf eine weitere umfangreiche Gesamtsicherung der Bausubstanz. 2008 verkaufte er das gesamte Areal an die Messerschmitt Stiftung. Anschließend baute die Stiftung neben dem Schloss ein 4-Sterne-Plus-Hotel und verwandelte das ehemalige Weingärtnerhaus in ein Restaurant. Er und seine Frau blieben aber bis 2019 weiterhin für die jährlich stattfindenden Schlosskonzerte und andere Veranstaltungen verantwortlich.
Die Schlosskirche ist zwar Eigentum der katholischen Kirche, doch übernahm der neue Eigentümer das Patronat. Das Schloss, das ansonsten nur während Veranstaltungen, wie z. B. dem Leitheimer Konzertsommer geöffnet ist, kann im Sommer zu bestimmten Terminen besichtigt werden.